# Biert
Pour les articles homonymes, voir Biert (homonymie).
Biert [bjɛʁt] est une commune française située dans le département de l'Ariège en région Occitanie.
Localisée dans le centre du département, la commune  fait partie, sur le plan historique et culturel, du Couserans, pays aux racines gasconnes structuré par le cours du Salat (affluent de la Garonne). Exposée à un climat de montagne, elle est drainée par l' Arac, le ruisseau de Bagen, le ruisseau d'Ornas et par divers autres petits cours d'eau. Incluse dans le parc naturel régional des Pyrénées ariégeoises, la commune possède un patrimoine naturel remarquable composé de six zones naturelles d'intérêt écologique, faunistique et floristique.
Biert est une commune rurale qui compte 307 habitants en 2022, après avoir connu un pic de population de 2 565 habitants en 1851. Ses habitants sont appelés les Biertois ou Biertoises.

## Géographie

### Localisation
- 1Carte dynamique
- 2Carte OpenStreetMap
- 3Carte topographique
- 4Carte avec les communes environnantes

La commune de Biert se trouve dans le département de l'Ariège, en région Occitanie.
La commune est située dans les Pyrénées en Couserans sur la rive droite de l'Arac, affluent du Salat, à 600 mètres d'altitude et s'étirant le long de la départementale D 618 (ancienne route nationale 618) qui constitue l'axe de circulation principal, à 24 km de Saint-Girons (sous-préfecture), et à moins de 3 km du chef-lieu Massat.
Deux cols marquent son territoire sur deux versants : le col de la Crouzette (1 244 m) au Nord, permettant notamment de rejoindre Foix, Rimont ou Rivèrenert et le col de Saraillé (942 m) au Sud, permettant de rejoindre Oust, Ercé et la vallée du Garbet.
La commune fait partie de la communauté de communes Couserans - Pyrénées et du parc naturel régional des Pyrénées ariégeoises.
Elle se situe à 25 km à vol d'oiseau de Foix, préfecture du département, à 17 km de Saint-Girons, sous-préfecture, et à 16 km de La Bastide-de-Sérou, bureau centralisateur du canton du Couserans Est dont dépend la commune depuis 2015 pour les élections départementales.
La commune fait en outre partie du bassin de vie de Saint-Girons.
Les communes les plus proches sont : 
Massat (2,9 km), Aleu (4,1 km), Boussenac (4,4 km), Le Port (5,7 km), Ercé (14,8 km) Soulan (6,9 km), Soueix-Rogalle (13 km) Oust (16 km).
Sur le plan historique et culturel, Biert fait partie du Couserans, pays aux racines gasconnes structuré par le cours du Salat (affluent de la Garonne), que rien ne prédisposait à rejoindre les anciennes dépendances du comté de Foix.

### Communes limitrophes
| Les communes limitrophes sont Aleu, Boussenac, Ercé, Esplas-de-Sérou, Massat, Rivèrenert et Soulan. Les limites communales de Biert et celles de ses communes adjacentes. | \| Soulan \| Rivèrenert \| Esplas-de-Sérou (par un quadripoint) \| \| Aleu \| Biert \| Boussenac \| \| \| Ercé \| Massat \| |                                      |
| Soulan | Rivèrenert | Esplas-de-Sérou (par un quadripoint) |
| Aleu | Biert | Boussenac                            |
| | Ercé | Massat                               |

### Géologie et relief
La commune est située dans les Pyrénées, une chaîne montagneuse jeune, érigée durant l'ère tertiaire (il y a 40 millions d'années environ), en même temps que les Alpes. Les terrains affleurants sur le territoire communal sont constitués de roches sédimentaires, métamorphiques ou plutoniques datant pour certaines du Mésozoïque, anciennement appelé Ère secondaire, qui s'étend de −252,2 à −66,0 Ma, et pour d'autres du Paléozoïque, une ère géologique qui s'étend de −541 à −252,2 Ma (millions d'années). La structure détaillée des couches affleurantes est décrite dans la feuille « n°1074 - Saint-Girons » de la carte géologique harmonisée au 1/50 000ème du département de l'Ariège, et sa notice associée.

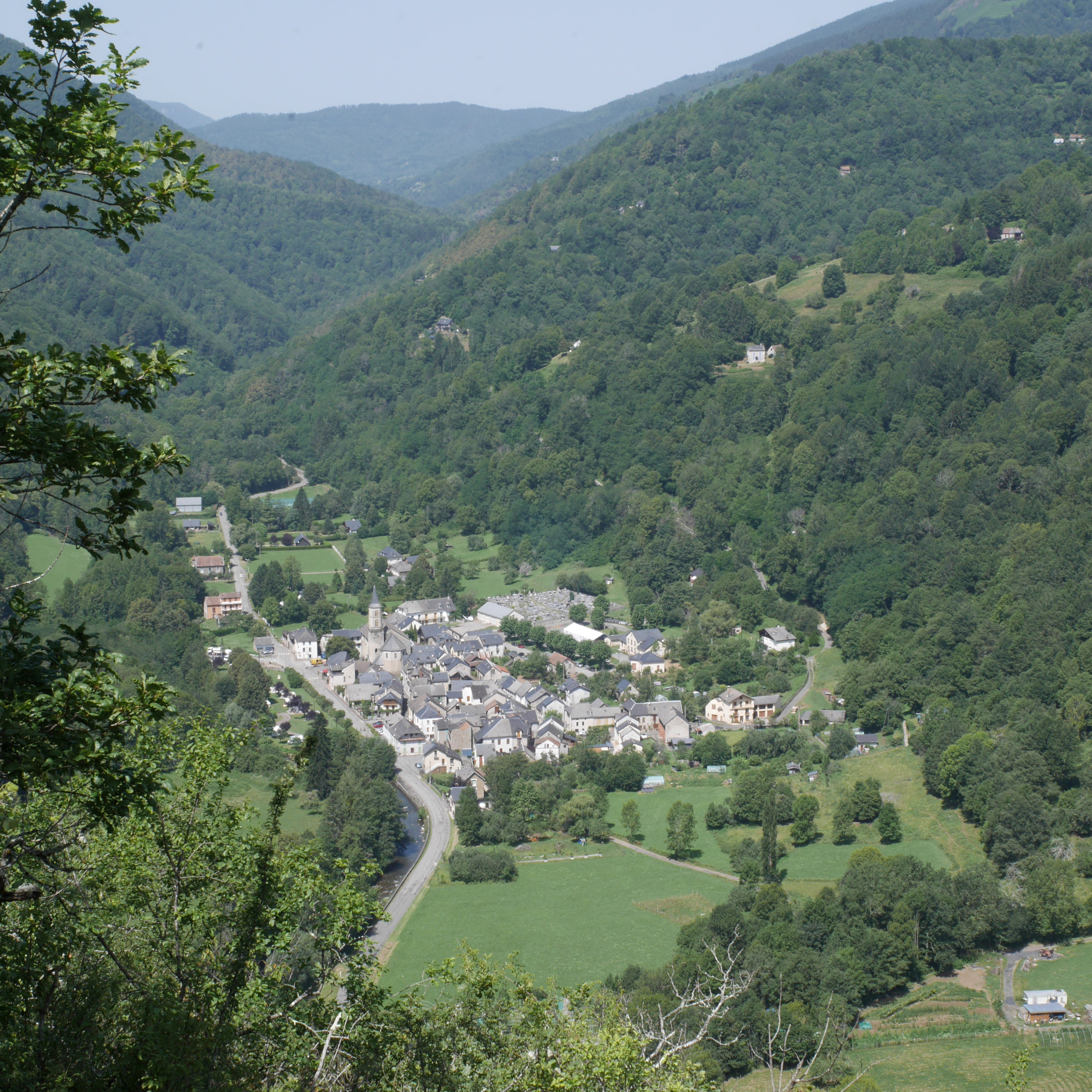
Vue de Biert depuis le Ker de Massat.

Le village est dominé par deux éperons calcaires, dénommés Ker, qui contrastent avec les massifs granitiques et schisteux environnants, tel le pic des Trois-Seigneurs (2 199 m) qui domine le massatois et qui marque la frontière entre le monde atlantique et le monde méditerranéen.
La superficie cadastrale de la commune publiée par l’Insee, qui sert de références dans toutes les statistiques, est de 23,51 km2,. La superficie géographique, issue de la BD Topo, composante du Référentiel à grande échelle produit par l'IGN, est quant à elle de 23,79 km2. Son relief est particulièrement découpé puisque la dénivelée maximale atteint 812 mètres. L'altitude du territoire varie entre 559 m et 1 371 m.

### Hydrographie
La commune est dans le bassin versant de la Garonne, au sein du bassin hydrographique Adour-Garonne. Elle est drainée par l'Arac, le ruisseau de Bagen, le ruisseau d'Ornas, le ruisseau de Berret, le ruisseau de Lègnes, le ruisseau de Loule, le ruisseau de Sercenade et par divers petits cours d'eau, constituant un réseau hydrographique de 31 km de longueur totale,.
L'Arac, d'une longueur totale de 27,19 km, prend sa source dans la commune du Port et s'écoule d'est en ouest. Il traverse la commune et se jette dans le Salat à Soulan, après avoir traversé 5 communes.

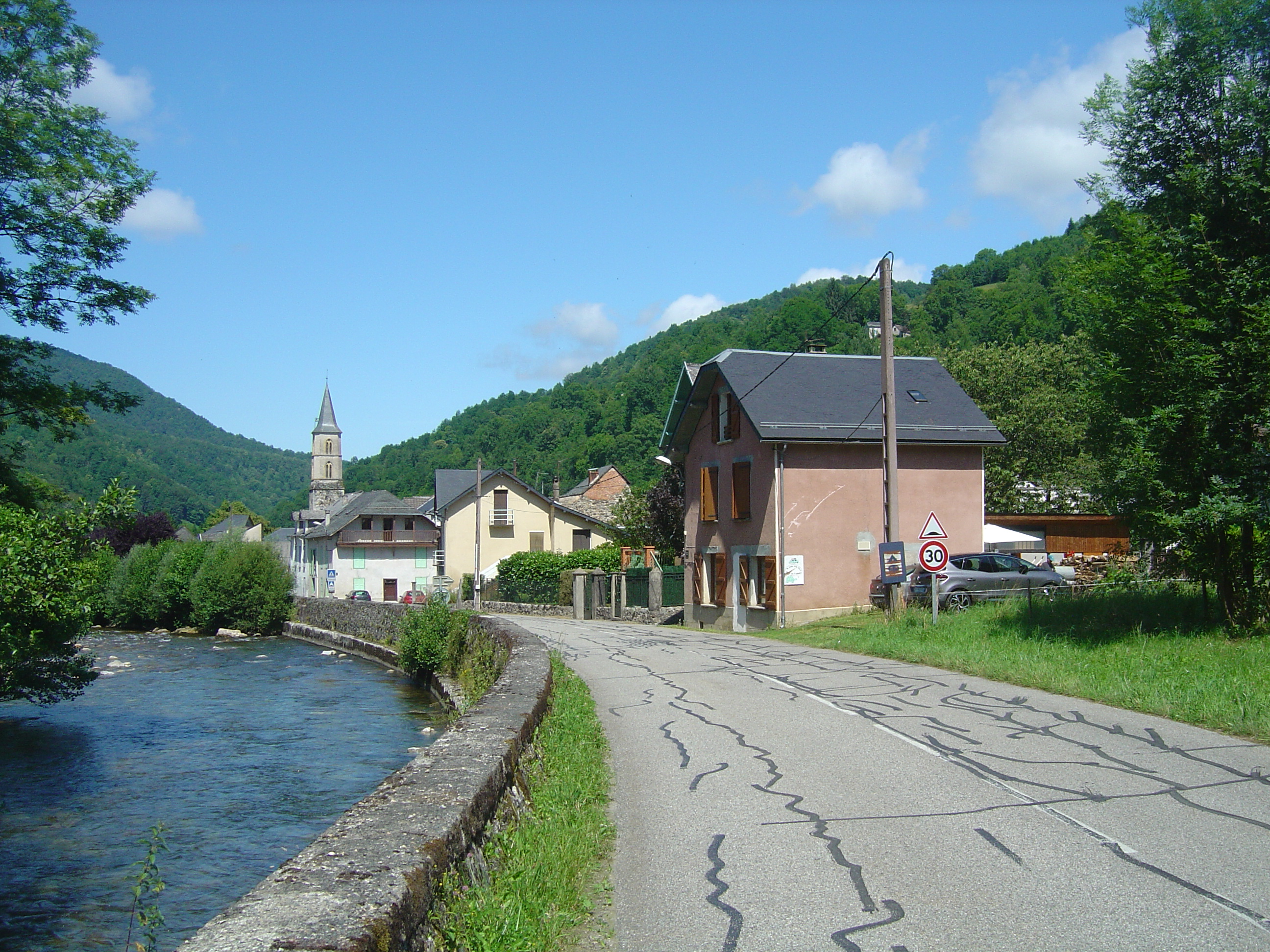
Le village au bord de l’Arac.
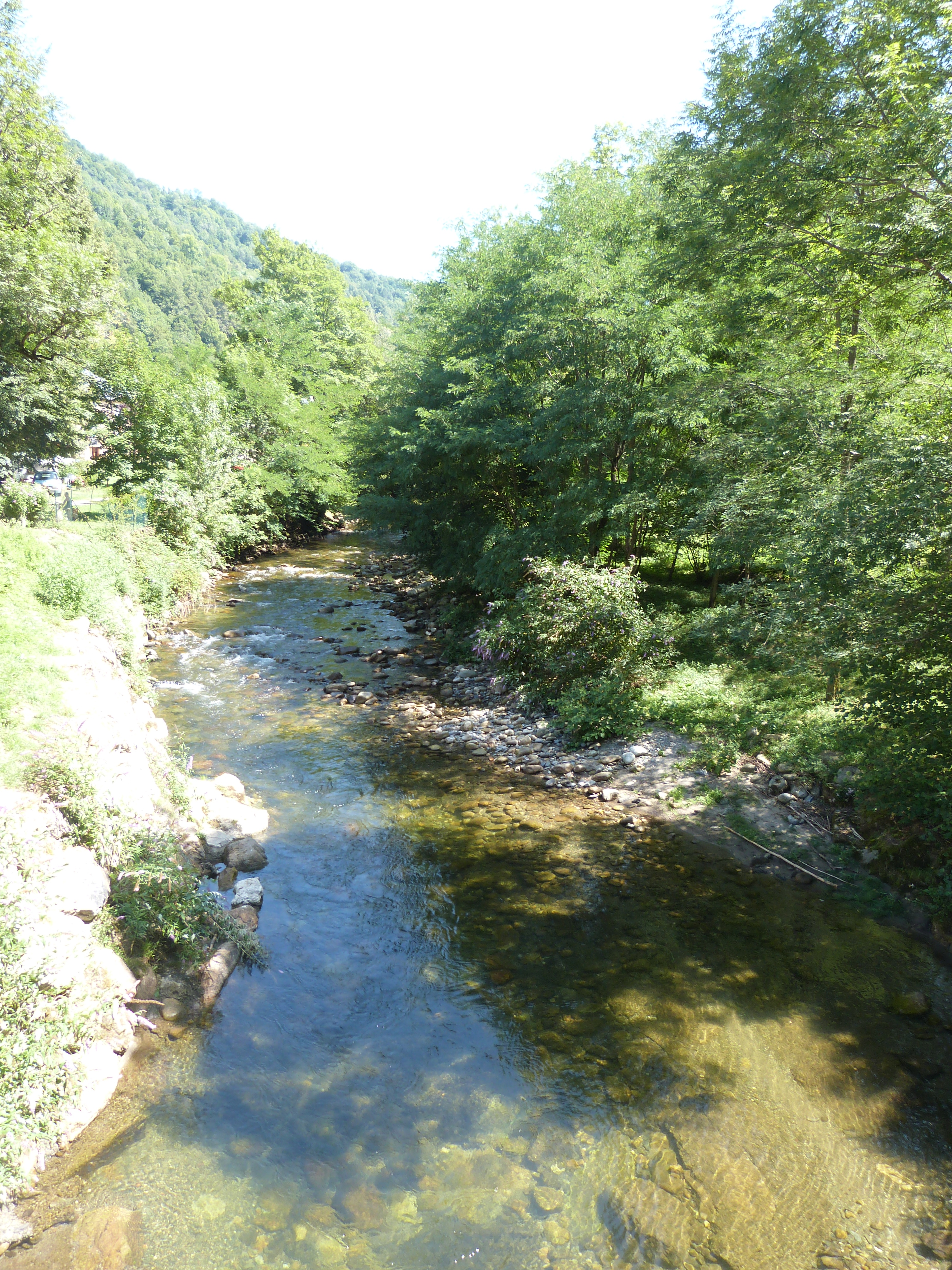
La rivière Arac.
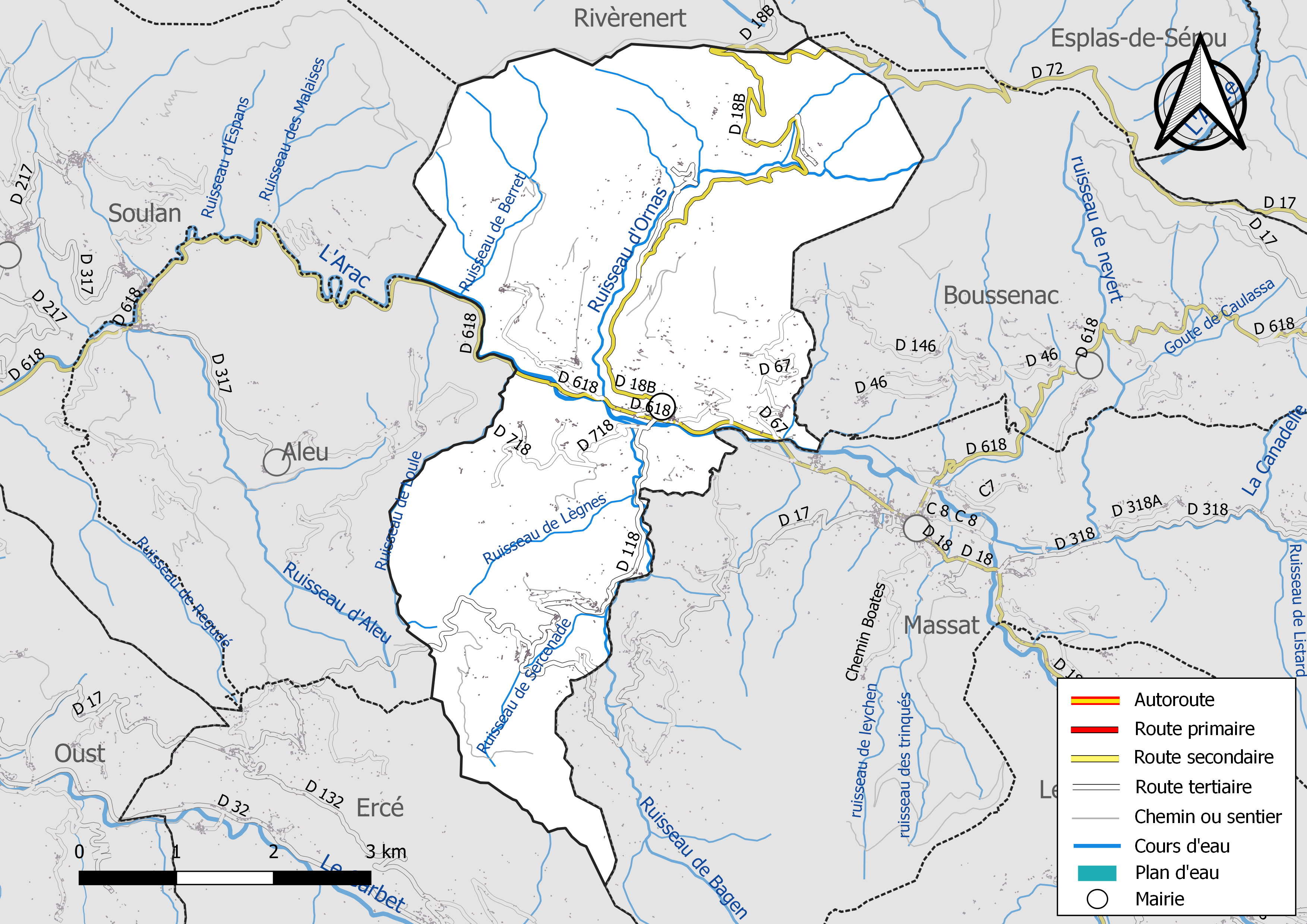
Réseaux hydrographique et routier de Biert.

### Climat
Pour des articles plus généraux, voir Climat de l'Occitanie et Climat de l'Ariège.
En 2010, le climat de la commune est de type climat des marges montargnardes, selon une étude s'appuyant sur une série de données couvrant la période 1971-2000. En 2020, Météo-France publie une typologie des climats de la France métropolitaine dans laquelle la commune est exposée à un climat de montagne et est dans la région climatique Pyrénées centrales, caractérisée par une pluviométrie annuelle de 1 000 à 1 200 mm.
Pour la période 1971-2000, la température annuelle moyenne est de 10,9 °C, avec une amplitude thermique annuelle de 14,9 °C. Le cumul annuel moyen de précipitations est de 1 122 mm, avec 10,2 jours de précipitations en janvier et 7,4 jours en juillet. Pour la période 1991-2020, la température moyenne annuelle observée sur la station météorologique la plus proche, située sur la commune de La Bastide-de-Sérou à 16 km à vol d'oiseau, est de 11,9 °C et le cumul annuel moyen de précipitations est de 1 091,0 mm,. Pour l'avenir, les paramètres climatiques de la commune estimés pour 2050 selon différents scénarios d'émission de gaz à effet de serre sont consultables sur un site dédié publié par Météo-France en novembre 2022.

### Milieux naturels et biodiversité

#### Espaces protégés
La protection réglementaire est le mode d’intervention le plus fort pour préserver des espaces naturels remarquables et leur biodiversité associée,.
La commune fait partie du parc naturel régional des Pyrénées ariégeoises, créé en 2009 et d'une superficie de 245 973 ha, qui s'étend sur 138 communes du département. Ce territoire unit les plus hauts sommets aux frontières de l’Andorre et de l’Espagne (la Pique d’Estats, le mont Valier, etc) et les plus hautes vallées des avants-monts, jusqu’aux plissements du Plantaurel.

#### Zones naturelles d'intérêt écologique, faunistique et floristique
L’inventaire des zones naturelles d'intérêt écologique, faunistique et floristique (ZNIEFF) a pour objectif de réaliser une couverture des zones les plus intéressantes sur le plan écologique, essentiellement dans la perspective d’améliorer la connaissance du patrimoine naturel national et de fournir aux différents décideurs un outil d’aide à la prise en compte de l’environnement dans l’aménagement du territoire.
Quatre ZNIEFF de type 1 sont recensées sur la commune :
- l'« Arac et affluents, en aval du Port » (123 ha), couvrant 5 communes du département[28] ;
- le « massif de l'Arize, versant sud » (8 013 ha), couvrant 14 communes du département[29] ;
- le « massif de l'Arize, zone d'altitude » (15 897 ha), couvrant 26 communes du département[30] ;
- les « montagnes d'Ercé et de Massat » (6 668 ha), couvrant 6 communes du département[31] ;

et deux ZNIEFF de type 2, : 
- le « massif de l'Arize » (42 110 ha), couvrant 40 communes du département[32] ;
- les « montagnes d'Ercé, d'Oust et de Massat » (30 350 ha), couvrant 13 communes du département[33].

Carte des ZNIEFF de type 1 et 2 à Biert.
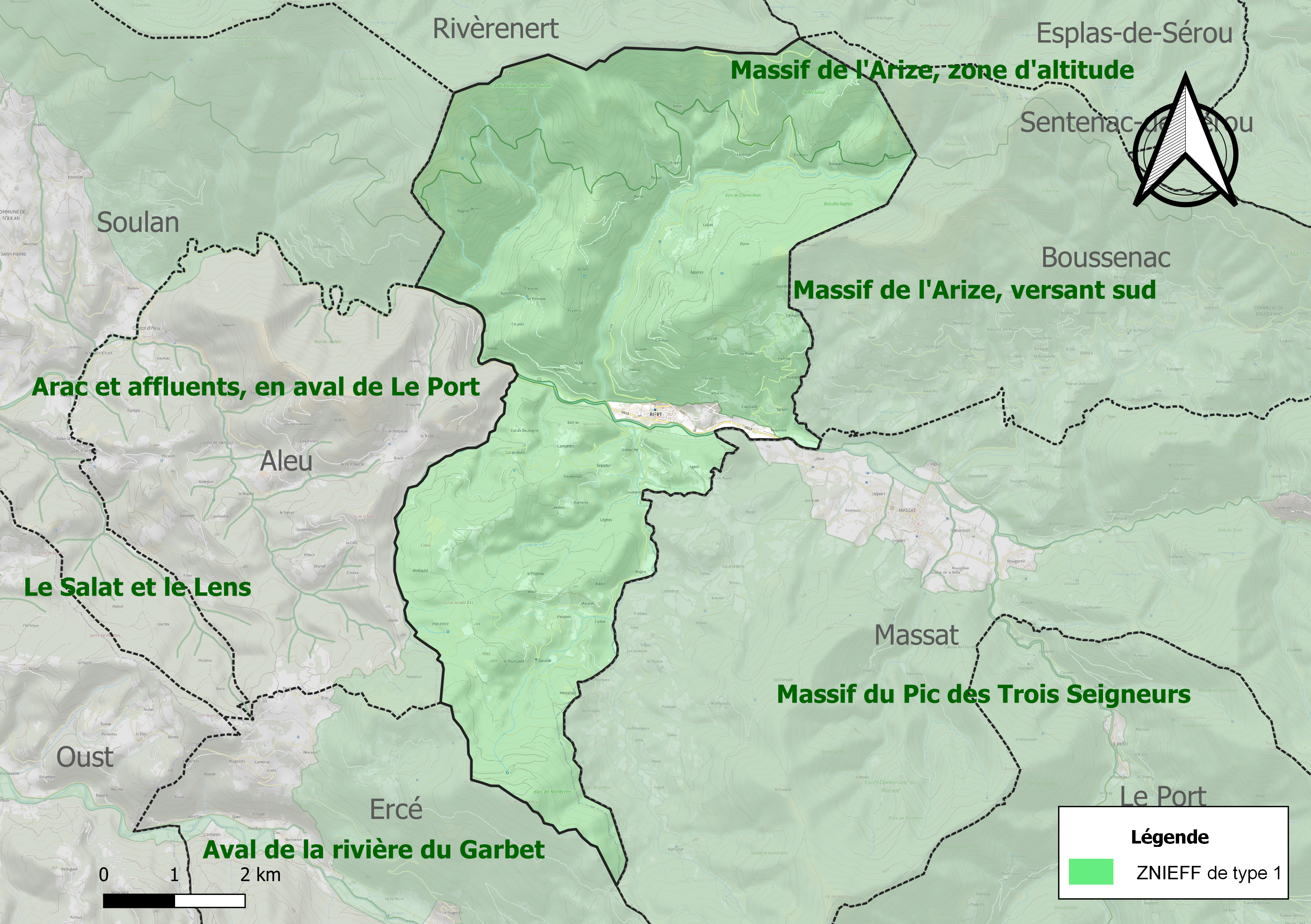
Carte des ZNIEFF de type 1 sur la commune.
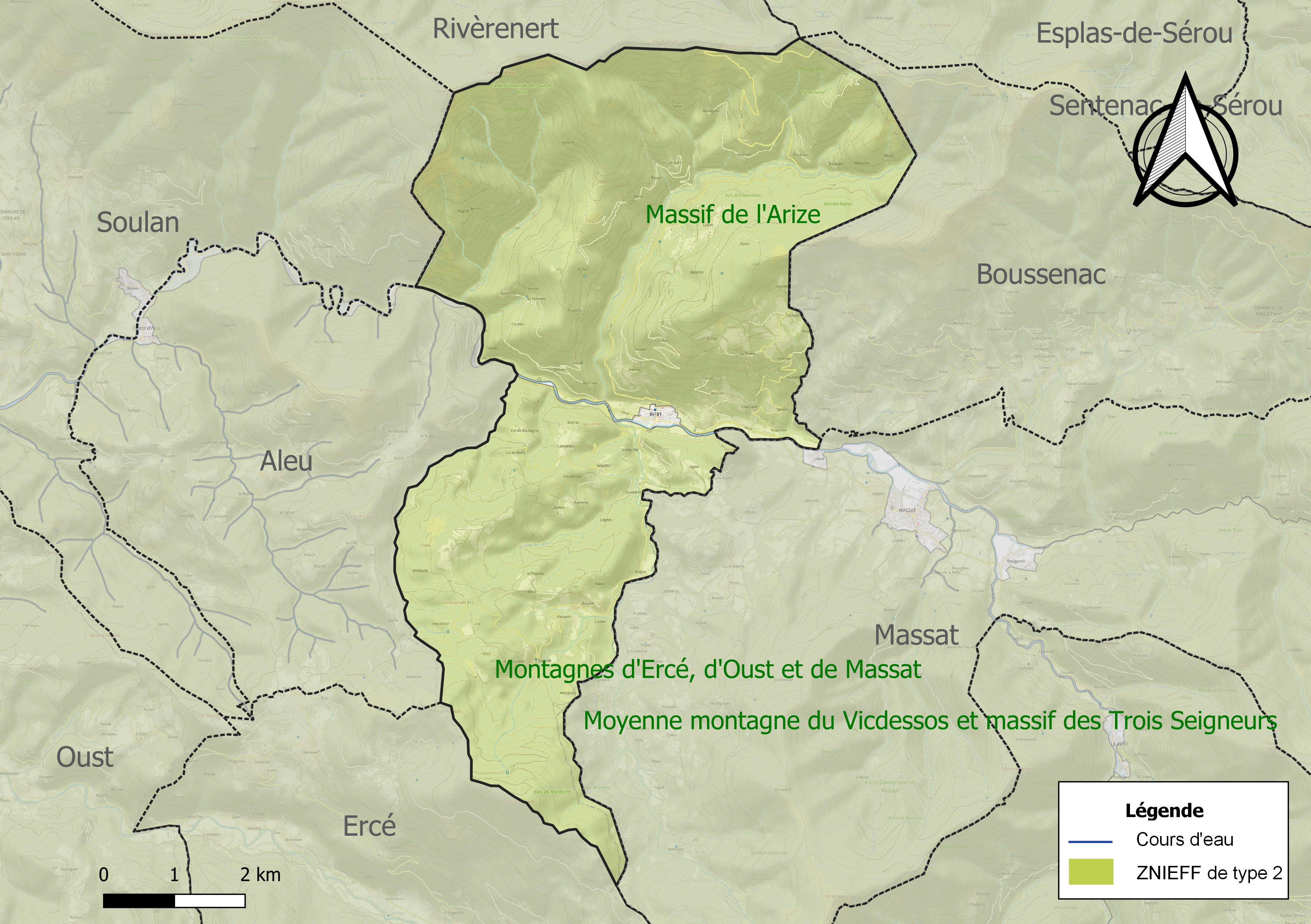
Carte des ZNIEFF de type 2 sur la commune.

## Urbanisme

### Typologie
Au 1er janvier 2024, Biert est catégorisée commune rurale à habitat très dispersé, selon la nouvelle grille communale de densité à 7 niveaux définie par l'Insee en 2022.
Elle est située hors unité urbaine et hors attraction des villes,.

### Habitat et logement
En 2018, le nombre total de logements dans la commune était de 605, alors qu'il était de 551 en 2013 et de 490 en 2008.
Parmi ces logements, 30,2 % étaient des résidences principales, 62,8 % des résidences secondaires et 6,9 % des logements vacants. Ces logements étaient pour 94,4 % d'entre eux des maisons individuelles et pour 1,3 % des appartements.
Le tableau ci-dessous présente la typologie des logements à Biert en 2018 en comparaison avec celle de l'Ariège et de la France entière. Une caractéristique marquante du parc de logements est ainsi une proportion de résidences secondaires et logements occasionnels (62,8 %) supérieure à celle du département (24,6 %) et à celle de la France entière (9,7 %). Concernant le statut d'occupation de ces logements, 80,9 % des habitants de la commune sont propriétaires de leur logement (77,4 % en 2013), contre 66,3 % pour l'Ariège et 57,5 % pour la France entière.
| Typologie                                               | Biert | Ariège | France entière |
| ------------------------------------------------------- | ----- | ------ | -------------- |
| Résidences principales (en %)                           | 30,2  | 65,7   | 82,1           |
| Résidences secondaires et logements occasionnels (en %) | 62,8  | 24,6   | 9,7            |
| Logements vacants (en %)                                | 6,9   | 9,7    | 8,2            |

### Risques majeurs
Le territoire de la commune de Biert est vulnérable à différents aléas naturels : inondations, climatiques (grand froid ou canicule), feux de forêts, mouvements de terrains, avalanche  et séisme (sismicité modérée). Il est également exposé à un risque particulier, le risque radon,.

#### Risques naturels

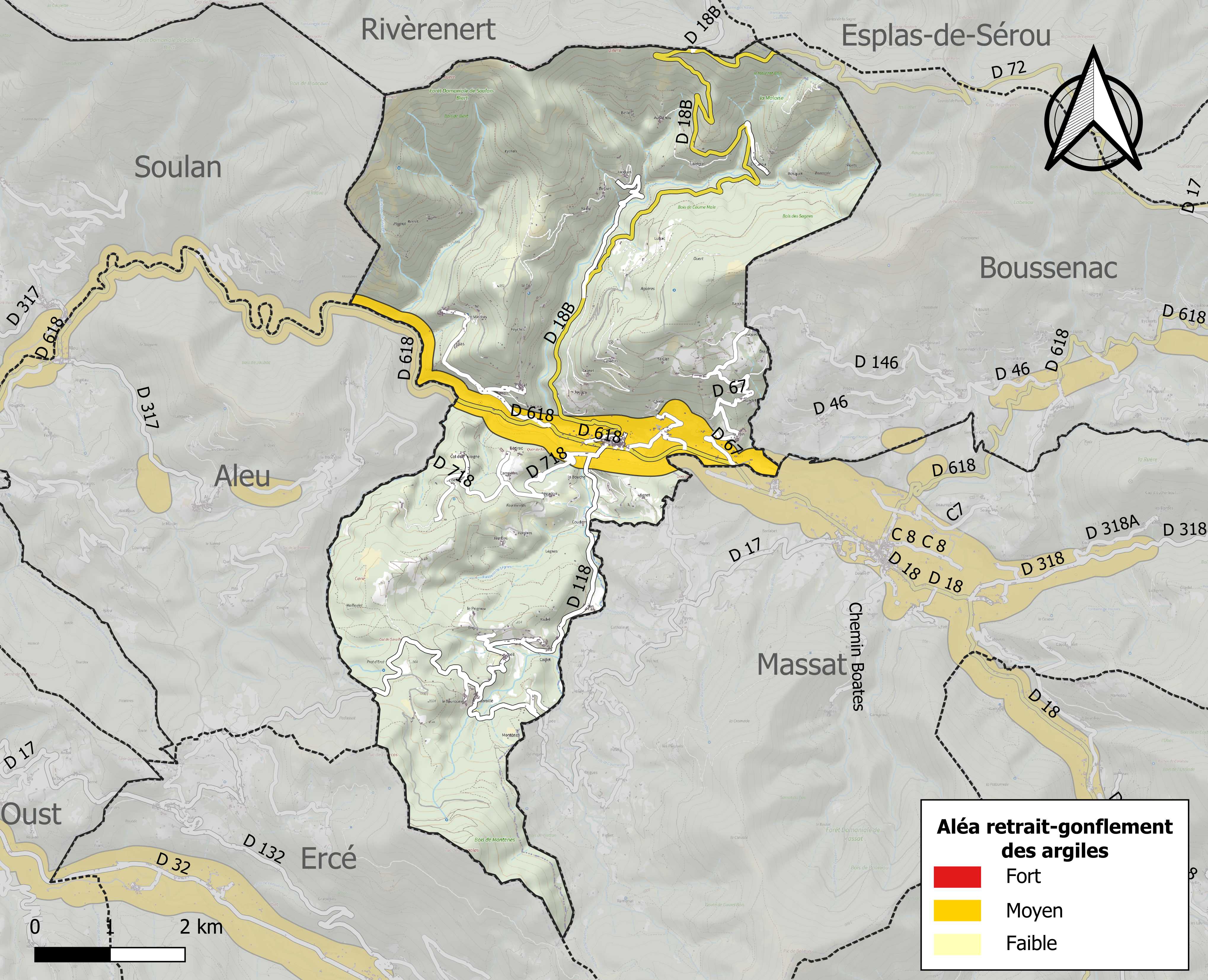
Zonage de l'aléa retrait-gonflement des argiles sur la commune de Biert.

Certaines parties du territoire communal sont susceptibles d’être affectées par le risque d’inondation par débordement, crue torrentielle d'un cours d'eau, ou ruissellement d'un versant.
Les mouvements de terrains susceptibles de se produire sur la commune sont soit des chutes de blocs, soit des glissements de terrains, soit des effondrements liés à des cavités souterraines, soit des mouvements liés au retrait-gonflement des argiles. Près de 50 % de la superficie du département est concernée par l'aléa retrait-gonflement des argiles, dont la commune de Biert. L'inventaire national des cavités souterraines permet par ailleurs de localiser celles situées sur la commune.

#### Risque particulier
Dans plusieurs parties du territoire national, le radon, accumulé dans certains logements ou autres locaux, peut constituer une source significative d’exposition de la population aux rayonnements ionisants. Toutes les communes du département sont concernées par le risque radon à un niveau plus ou moins élevé. Selon la classification de 2018, la commune de Biert est classée en zone 3, à savoir zone à potentiel radon significatif.

## Histoire
Une carrière d’ardoises a fonctionné près du col de Boulogne.
Une inondation de l'Arac a fait d'énormes dégâts au village en 1781.
Biert s'est érigée le 13 février 1851 en commune distincte des communes de Massat et de Le Port.

## Politique et administration

### Découpage territorial
La commune de Biert est membre de la communauté de communes Couserans-Pyrénées, un établissement public de coopération intercommunale (EPCI) à fiscalité propre créé le 18 novembre 2016 dont le siège est à Saint-Lizier. Ce dernier est par ailleurs membre d'autres groupements intercommunaux.
Sur le plan administratif, elle est rattachée à l'arrondissement de Saint-Girons, au département de l'Ariège, en tant que circonscription administrative de l'État, et à la région Occitanie.
Sur le plan électoral, elle dépend du canton du Couserans Est pour l'élection des conseillers départementaux, depuis le redécoupage cantonal de 2014 entré en vigueur en 2015, et de la première circonscription de l'Ariège  pour les élections législatives, depuis le redécoupage électoral de 1986.

### Liste des maires
| Période    | Période    | Identité                     | Étiquette | Qualité                                                         |
| ---------- | ---------- | ---------------------------- | --------- | --------------------------------------------------------------- |
| 22/03/1851 | 10/06/1855 | Alexis Piquemal              |           |                                                                 |
| 10/06/1855 | 13/08/1864 | Célestin Jean Dégeilh        |           |                                                                 |
| 14/08/1864 | 13/01/1878 | François Gaubert             |           |                                                                 |
| 21/01/1878 | 23/01/1881 | Barthélémy Lagarène Caujolle |           |                                                                 |
| 23/01/1881 | 13/09/1905 | Antoine Lavignette           |           |                                                                 |
| 13/09/1905 | 26/10/1905 | Jean Marcelin Sutra          |           |                                                                 |
| 26/10/1905 | 10/05/1925 | Jean Maury                   |           |                                                                 |
| 17/05/1925 | 01/06/1935 | François Gaubert             |           |                                                                 |
| 28/07/1935 | 14/03/1965 | Jean Gaubert                 |           |                                                                 |
| 21/03/1965 | 11/03/2001 | Jean Joseph Gaubert          |           |                                                                 |
| 11/03/2001 | 25/05/2020 | Yves Sutra                   | DVG       | Retraité                                                        |
| 25/05/2020 | en cours   | Gilbert Lazaroo              | LFI       | Retraité, suppléant de la députée Bénédicte Taurine (2017-2023) |

## Démographie
L'évolution du nombre d'habitants est connue à travers les recensements de la population effectués dans la commune depuis 1851. Pour les communes de moins de 10 000 habitants, une enquête de recensement portant sur toute la population est réalisée tous les cinq ans, les populations de référence des années intermédiaires étant quant à elles estimées par interpolation ou extrapolation. Pour la commune, le premier recensement exhaustif entrant dans le cadre du nouveau dispositif a été réalisé en 2008.

En 2022, la commune comptait 307 habitants, en évolution de −2,23 % par rapport à 2016 (Ariège : +1,48 %, France hors Mayotte : +2,11 %).
| 1851  | 1856  | 1861  | 1866  | 1872  | 1876  | 1881  | 1886  | 1891  |
| ----- | ----- | ----- | ----- | ----- | ----- | ----- | ----- | ----- |
| 2 565 | 2 516 | 2 507 | 2 509 | 2 509 | 2 515 | 2 312 | 2 348 | 2 179 |

| 1896  | 1901  | 1906  | 1911  | 1921  | 1926  | 1931  | 1936  | 1946 |
| ----- | ----- | ----- | ----- | ----- | ----- | ----- | ----- | ---- |
| 2 169 | 2 172 | 2 182 | 2 101 | 1 875 | 1 544 | 1 514 | 1 515 | 808  |

| 1954 | 1962 | 1968 | 1975 | 1982 | 1990 | 1999 | 2006 | 2008 |
| ---- | ---- | ---- | ---- | ---- | ---- | ---- | ---- | ---- |
| 512  | 378  | 334  | 264  | 243  | 286  | 284  | 292  | 295  |

| 2013 | 2018 | 2022 | - | - | - | - | - | - |
| ---- | ---- | ---- | - | - | - | - | - | - |
| 310  | 319  | 307  | - | - | - | - | - | - |

En 1851, date de son institution en commune distincte de Massat, Biert comptait 2 565 habitants alors qu'un minima a été atteint lors du recensement de 1982 avec 243 habitants seulement.

### Habitat
La principale caractéristique de l'habitat biertois est d'être un habitat dispersé. Au centre, le village, et disposés en étoile autour de lui, une multitude de hameaux dont les plus importants sont les Fontelles, le Coulat, le Besset, Jacquès, les Rhodes, Tartein, Mourès, le Saraillé..

## Économie

### Revenus
En 2018, la commune compte 150 ménages fiscaux, regroupant 288 personnes. La médiane du revenu disponible par unité de consommation est de 15 440 € (19 820 € dans le département).

### Emploi
| Division       | 2008   | 2013   | 2018   |
| -------------- | ------ | ------ | ------ |
| Commune        | 14,1 % | 11,8 % | 14 %   |
| Département    | 8,9 %  | 11,1 % | 11,2 % |
| France entière | 8,3 %  | 10 %   | 10 %   |

En 2018, la population âgée de 15 à 64 ans s'élève à 200 personnes, parmi lesquelles on compte 67 % d'actifs (53 % ayant un emploi et 14 % de chômeurs) et 33 % d'inactifs,. Depuis 2008, le taux de chômage communal (au sens du recensement) des 15-64 ans est supérieur à celui de la France et du département.
La commune est hors attraction des villes,. Elle compte 61 emplois en 2018, contre 59 en 2013 et 49 en 2008. Le nombre d'actifs ayant un emploi résidant dans la commune est de 107, soit un indicateur de concentration d'emploi de 57,4 % et un taux d'activité parmi les 15 ans ou plus de 48 %.
Sur ces 107 actifs de 15 ans ou plus ayant un emploi, 53 travaillent dans la commune, soit 50 % des habitants. Pour se rendre au travail, 81,3 % des habitants utilisent un véhicule personnel ou de fonction à quatre roues, 6,5 % s'y rendent en deux-roues, à vélo ou à pied et 12,1 % n'ont pas besoin de transport (travail au domicile).

### Activités hors agriculture
31 établissements sont implantés  à Biert au 31 décembre 2019. Le tableau ci-dessous en détaille le nombre par secteur d'activité et compare les ratios avec ceux du département,.
| Secteur d'activité                                                                                        | Commune | Commune | Département |
| Secteur d'activité                                                                                        | Nombre  | %       | %           |
| --- | ------- | ------- | ----------- |
| Ensemble                                                                                                  | 31      |         |             |
| Industrie manufacturière, industries extractives et autres                                                | 4       | 12,9 %  | (12,9 %)    |
| Construction                                                                                              | 4       | 12,9 %  | (14,2 %)    |
| Commerce de gros et de détail, transports, hébergement et restauration                                    | 9       | 29 %    | (27,5 %)    |
| Information et communication                                                                              | 2       | 6,5 %   | (1,8 %)     |
| Activités immobilières                                                                                    | 1       | 3,2 %   | (4,2 %)     |
| Activités spécialisées, scientifiques et techniques et activités de services administratifs et de soutien | 3       | 9,7 %   | (13,2 %)    |
| Administration publique, enseignement, santé humaine et action sociale                                    | 5       | 16,1 %  | (14,4 %)    |
| Autres activités de services                                                                              | 3       | 9,7 %   | (8,8 %)     |

Le secteur du commerce de gros et de détail, des transports, de l'hébergement et de la restauration est prépondérant sur la commune puisqu'il représente 29 % du nombre total d'établissements de la commune (9 sur les 31 entreprises implantées  à Biert), contre 27,5 % au niveau départemental.
Sont présents à Biert des gîtes touristiques, un camping ombragé de 20 emplacements en bordure de l'Arac, un restaurant Le gypaète barbu, une cidrerie et des artisans liés au travail du bois, aux travaux publics..

### Agriculture
La commune fait partie de la petite région agricole dénommée « Région pyrénéenne ». En 2010, l'orientation technico-économique de l'agriculture  sur la commune est l'élevage d'herbivores hors bovins, caprins et porcins.
|                                   | 1988 | 2000 | 2010 |
| --------------------------------- | ---- | ---- | ---- |
| Exploitations                     | 19   | 11   | 16   |
| Superficie agricole utilisée (ha) | 232  | 205  | 310  |

Le nombre d'exploitations agricoles en activité et ayant leur siège dans la commune est passé de 19 lors du recensement agricole de 1988 à 11 en 2000 puis à 16 en 2010, soit une baisse de 16 % en 22 ans. Le même mouvement est observé à l'échelle du département qui a perdu pendant cette période 48 % de ses exploitations. La surface agricole utilisée sur la commune a quant à elle augmenté, passant de 232 ha en 1988 à 310 ha en 2010. Parallèlement la surface agricole utilisée moyenne par exploitation a augmenté, passant de 12 à 19 ha.

## Vie pratique

### Enseignement
Biert compte une école publique primaire dans le cadre d'un projet pédagogique intercommunal avec une cantine.

### Vie associative
- L'association biertoise pour la culture et les loisirs « Biert Aoué » créée en février 2002, organise entre autres une fête de la Pomme en octobre.
- Léï dé Biert, groupe de danses traditionnelles et folkloriques.
- Association du jeu de quilles de 9 de Biert.

### Écologie et recyclage
La déchetterie intercommunale se trouve à Biert au lieudit « Sô de Paulet » (RD 618, sur la droite avant d'arriver au village en venant de Saint-Girons).

## Culture locale et patrimoine

### Lieux et monuments
- L’église Saint-Barthélémy de Biert (Sant-Bourtoulou) fut érigée en 1550. Avec des peintures remarquables entre les ogives, elle est très imposante car la commune a autrefois compté une importante population. Par une sentence arbitrale du 22 avril 1552, les habitants de Biert furent tenus de fournir au prêtre une maison et un jardin, à perpétuité, ce qui généra de nombreux différends entre le village et l'église.
- Église Saint-Saturnin de Mourès, datant de 1844. avec un clocher-mur.

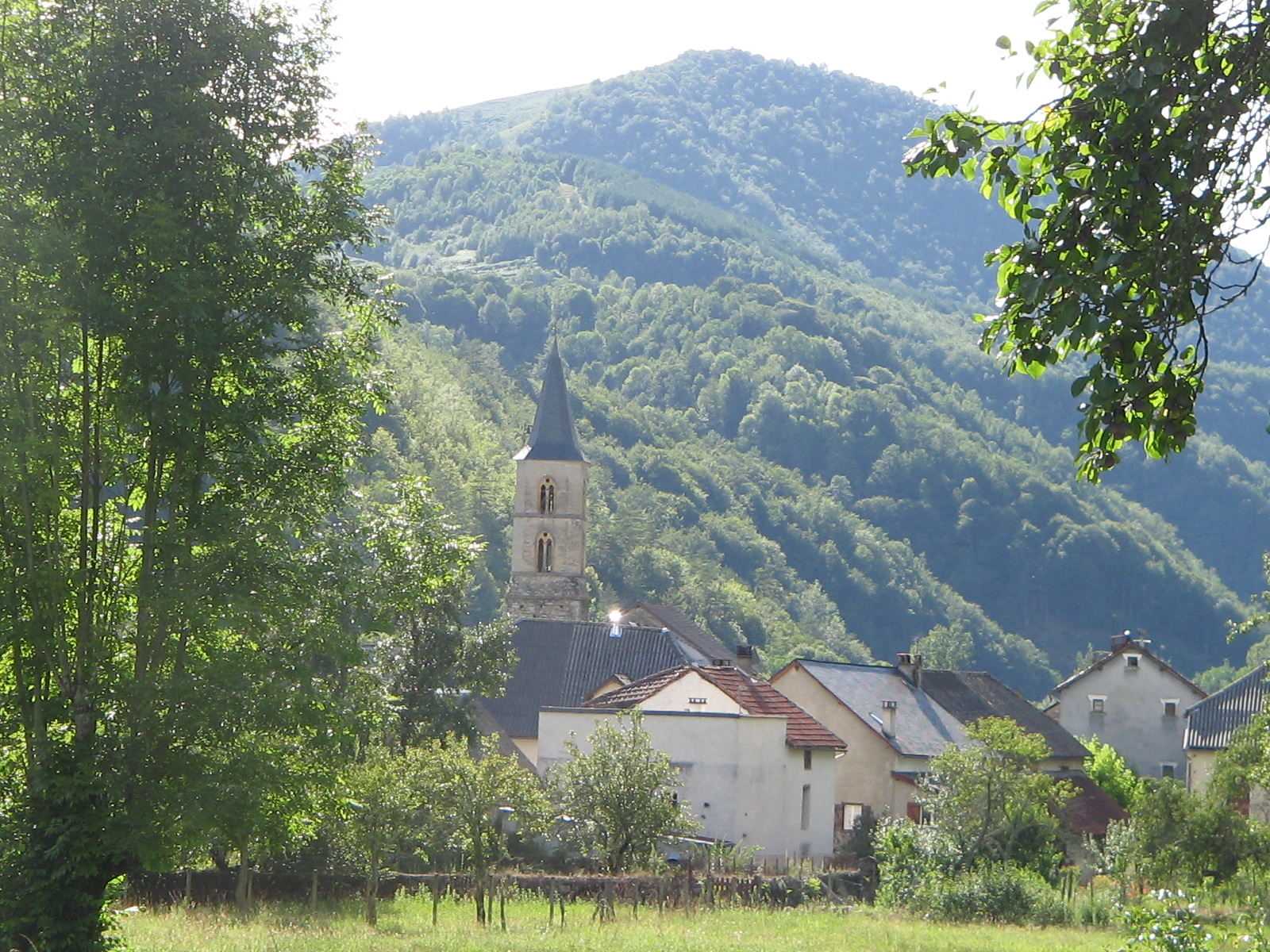
Le clocher de l'église Saint-Barthélemy vu depuis les champs.
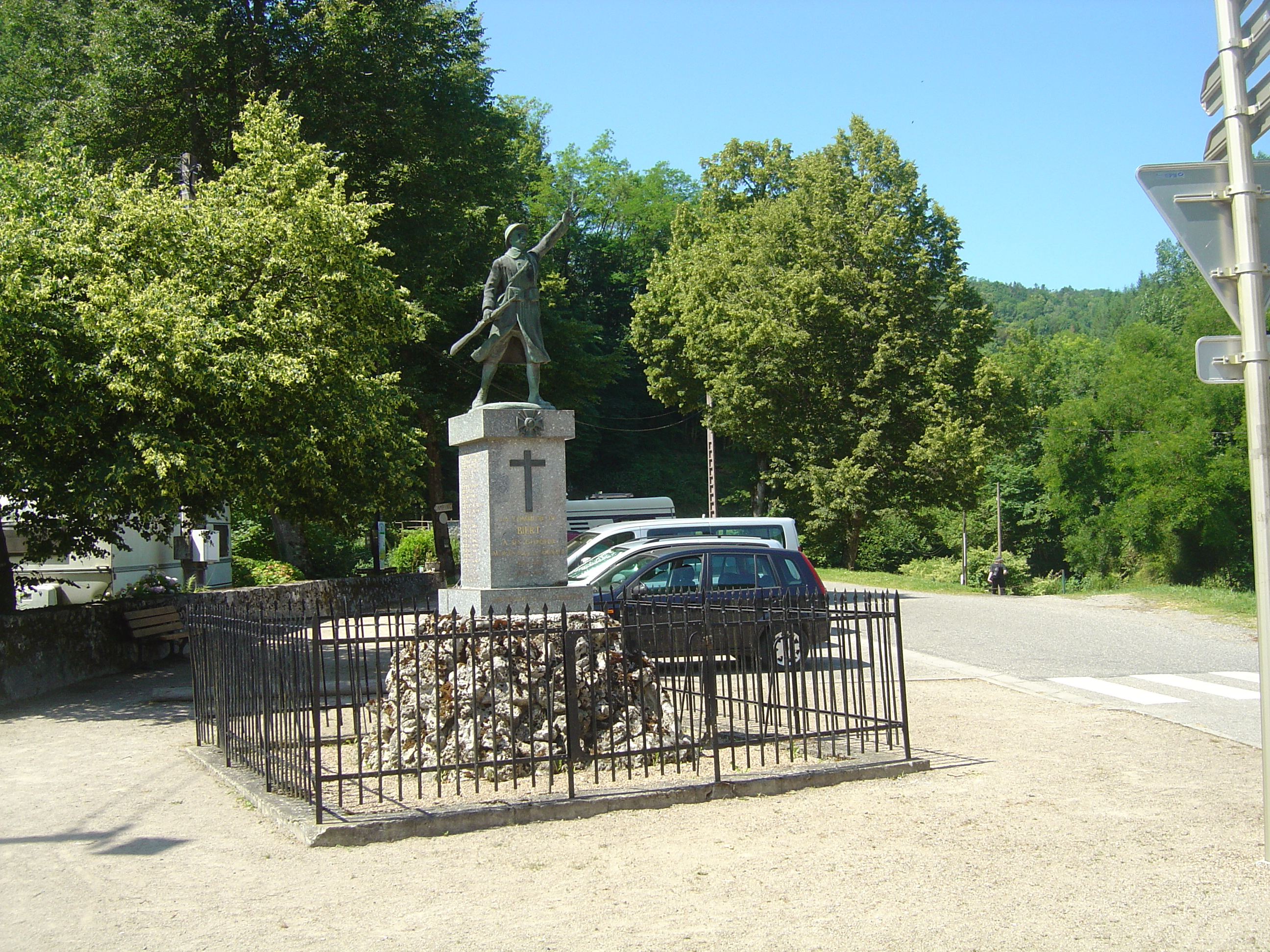
Monument aux morts.

### Personnalités liées à la commune
- Florence Reynaud, auteure d'ouvrages destinés à la jeunesse.

### Héraldique et devise
| Blason de Biert | Blason  | De gueules à une cloche d'argent, chapé ployé d'or chargé à dextre d'une feuille de chêne de sinople et à senestre d'une feuille de hêtre du même. Devise / CriToutis amasso, ja i arribaram (« Tous ensemble, nous y arriverons »)                                                            |
| Blason de Biert | Détails | Le blason original a fait l'objet d'une modification en 2020. La feuille de chêne à droite a cédé sa place à une feuille de hêtre en référence aux habitants des hameaux : las fueilhos de fatch Cette modification a été publiée au lien municipal Nosto Coummuno, de l'automne 2020. Adopté. |

## Pour approfondir